# 海外パケ・ホーダイ
海外パケ・ホーダイ（かいがい- ）とは、NTTドコモの国際ローミングサービスであるWORLD WINGのパケット割引サービスである。
本記事では類似サービスである海外1dayパケ、パケットパック海外オプションについても述べる。

## 概要
海外パケ・ホーダイとはNTTドコモの国際ローミング対応携帯電話で、海外で利用した場合、パケット通信が2段階の定額となるサービスである。本サービスは国・地域によって適用されない場合があるため、利用者には事前確認が推奨されている。
適用される通信は全てのパケット通信で、iモード、スマートフォン、モデム接続などのパケット料金が適用される。2012年7月の「WORLD WING Wi-Fi」サービス開始に伴い、3G/GSM網のパケット通信以外に公衆無線LANスポットを利用した場合の料金も本サービスの適用対象となったが、2021年12月に「WORLD WING Wi-Fi」自体がサービス終了となったため、公衆無線LANは再び対象外となった。
2023年5月24日よりサービス名を世界ギガし放題に変更される予定。

## 料金
通信量に応じて以下の料金が1日ごとに適用される。現地時間に関わらず日本時間の0時から23時59分59秒までを1日として計算される。
| 通信量                                            | 料金                        | 備考                                               |
| ------------------------------------------------- | --------------------------- | -------------------------------------------------- |
| 約1万パケット(約1.28MB)以下                       | 1パケットあたり0.2円        | iモード通信とiモード以外の通信では計算方法が異なる |
| 約1万パケット(約1.28MB)～20万パケット(約24.4MB)   | 1980円                      | 2011年3月31日までは1480円                          |
| 20万パケット(約24.4MB)～20.5万パケット(約26.24MB) | 1980円+1パケットあたり0.2円 | 2011年3月31日までは1480円                          |
| 20.5万パケット(約26.24MB)以上                     | 2980円                      | 2011年3月31日までは1480円                          |

国境を跨いだ移動をするなどで接続するキャリアが変わった場合でも、海外パケ・ホーダイ対象キャリアに接続している限り1日あたり最大2980円となる。
なお、海外パケ・ホーダイが適用された通信については、通常の料金プランやパケットパック等に含まれる無料通信分が適用されない点に注意が必要である。

## 利用可能国とキャリア
海外パケ・ホーダイ対象国内であれば接続するキャリアに関わらず定額対象となる。そのため、対象国外との国境付近等で海外パケ・ホーダイ対象外のキャリアに接続される可能性がある場合を除き、端末の設定で接続キャリアを固定する必要は無い。
詳細に関しては、こちらを参照

## 海外1dayパケ
NTTドコモでは2013年12月より、類似のサービスとして「海外1dayパケ」を提供しているが、海外パケ・ホーダイとは以下の点が異なる。
- データ通信プランでの利用ができない。
- WORLD WING Wi-Fiの利用が対象に含まれない。
- 日時の起算方法が「利用開始から24時間」。
- 通信データ量に制限がある（30MB/24時間）。制限を超えると通信速度が最大16kbpsに落ちる。
- プランの利用可能な国が限られるほか、国によって定額料が異なる。このため、24時間以内に複数の国をまたいだ場合、移動した国の中で最も高い定額料が適用される。

しかし利用が伸び悩んだため、2018年3月14日付で新規受付を終了。2022年3月14日でサービスを終了した。

## パケットパック海外オプション
2018年3月15日提供開始。実質的に上述の「海外1dayパケ」の後継サービスで、利用料金は基本「980円/24時間」だが、2022年現在は1時間 - 7日間までの都合5プランから選択できる。データ量については契約している料金プランの容量から差し引かれる。「海外1dayパケ」と異なり、通信データ量に制限がない点が大きな違い。
2023年5月24日よりサービス名を世界そのままギガに変更し、予約機能や料金単位が1時間、24時間、2日間 - 30日間の1日単位での利用が可能となる。